# Camille de Rohan

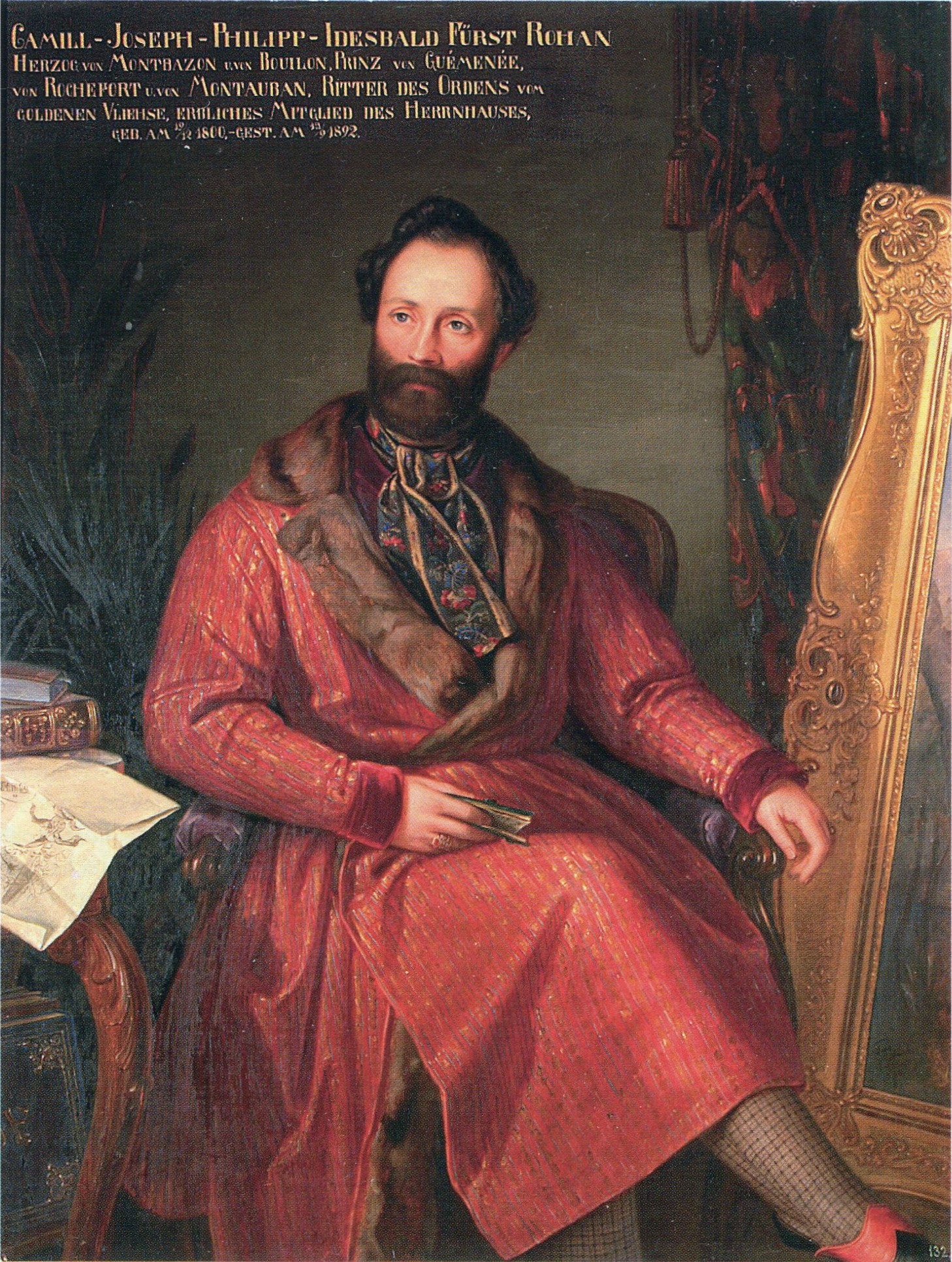
Camille de Rohan (1800–1892)

Fürst Camille Joseph Philipp Idesbald de Rohan-Rochefort-Montauban (* 19. Dezember 1800 in Brüssel; † 13. September 1892 in Sichrow) war Mitglied des Herrenhauses des österreichischen Reichsrates sowie Ritter des Ordens des Goldenen Vließes.

## Leben
Die Familie Rohan ist ein altes französisches Adelsgeschlecht. Es kam nach der französischen Revolution nach Österreich. Der Prinz Heinrich Ludwig de Rohan (* 31. August 1745) und seine Söhne Karl Alois, Victor und Louis flohen nach Österreich.
Die Eltern des Fürsten Camille waren Karl Ludwig Gaspard de Rohan-Rochefort-Montauban (* 1. November
1765; † 7. März 1843) und dessen Ehefrau die Prinzessin Marie Luise Josephine de Rohan-Guémenée (* 13. April 1765; † 21. September 1839).
Der kinderlosen Onkel des Fürsten der k. k. österreichischen General Prinz Julius Armand Louis de Rohan (* 20. Oktober 1768; † 13. Januar 1836) adoptierte diesen zusammen mit dessen Bruder Benjamin (* 5. Juni
1805; † 5. August 1846) am 15. Mai 1833. Dadurch erhielten die Brüder Rechte, Namen und Wappen ihres Onkels.
Als 1846 auch der Onkel Prinz Louis Victor Mériadec de Rohan (* 20. Juli 1766; † 10. Dezember 1846) starb, erbte er auch dessen Titel, Namen und Wappen. Camille de Rohan wurde so Chef des Hauses und Herzog von Montbazon und Bouillon. Der Fürst wurde so Besitzer mehrere Allodial-Herrschaften in Böhmen darunter die Herrschaft Sychrov. Das Schloss Sychrov ließ er nach einem verheerenden Brand 1860 von lokalen Künstlern völlig neu gestaltet.
Der Fürst war von 1846 bis 1862 Präsident und Protektor des Wohltätigkeitsvereins für verschämte Hausarme in Prag (Böhmen). Ferner war er 1844 Gründungsmitglied und bis 1892 Präsident der böhmischen Gartenbau-Gesellschaft. Bereits seit dem 18. April 1861 war er Mitglied des Herrenhauses. Außerdem erhielt er am 13. März 1861 das Großkreuz des Leopold-Ordens und 1865 auch den Orden vom Golden Vließ.

### Garten

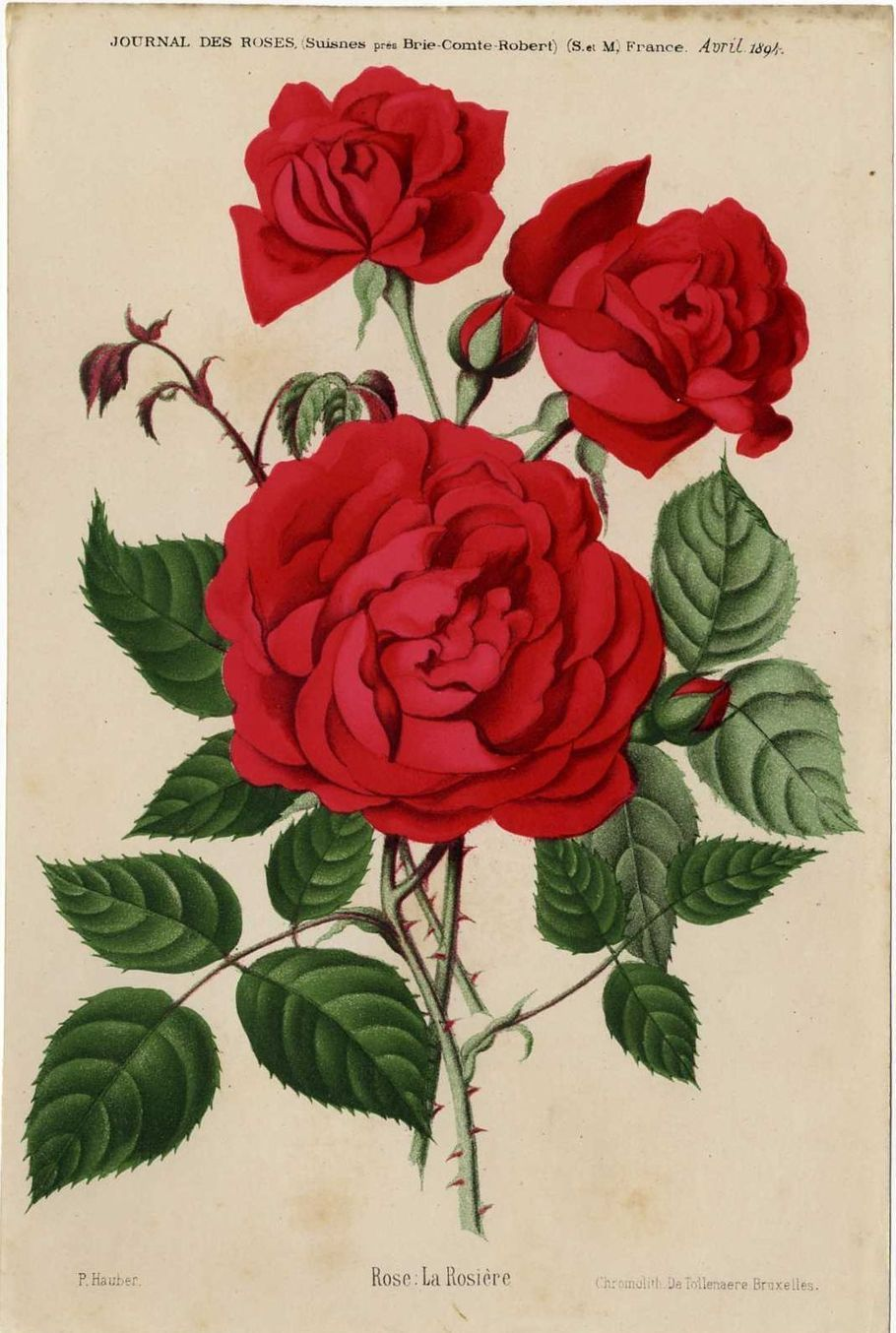
Prince Camille de Rohan

Der Fürsten war Präsident der böhmischen Gartenbau-Gesellschaft und besaß einen großen Garten. Der Rosenzüchter Eugen Verdier benannt 1861 die Rosensorte Prince Camille de Rohan nach dem Fürsten. Die Rose Duchesse de Rohan  ist nach der Großnichte des Fürsten benannt. Bereits 1853 hatte der Botaniker de Vriese die Bormelienart Billbergia rohaniana nach Rohan benannt, die Art hatte allerdings schon 1848 den Namen Billbergia vittata Brongn. ex Morel erhalten.

## Familie
Er heiratete am  28. Mai 1826 die Prinzessin Adelheid von Löwenstein-Werthheim-Rosenberg (* 19. Dezember 1806; † 16. November 1884), Tochter von Fürst Karl Thomas zu Löwenstein-Wertheim-Rosenberg. Die Ehe blieb kinderlos.